# Himenoplastia
A himenoplastia, conhecida também como reconstrução de hímen, é a cirurgia de reconstituição do hímen, desenvolvida na França. O procedimento consiste em unir as partes do hímen rompido que permanecem na vagina.
Tal cirurgia custaria entre 800 e 1000 euros, em Portugal  No Brasil, tal cirurgia tem cada vez menos adeptas 